# Nižný Nefcerský vodopád
Nižný Nefcerský vodopád je ledovcový, puklinový vodopád ve Vysokých Tatrách v okrese Poprad na severním Slovensku. Je situován v šikmé roklině dlouhé asi 37 m a překonává skalní práh vysoký 100 až 130 m.

## Charakteristika
Nachází se v Kôprovské dolině a jeho podloží je tvořené granodiority. Vodopád vytváří Nefcerský potok, který je nad ním v nadmořské výšce 1600 m široký 1,7 m.

## Přístup
Vodopád není veřejnosti přístupný.